# 談雅然案
談雅然案是一宗影響香港永久性居民在中國大陸領養子女在香港之居留權的案例，香港終審法院於2001年7月20日裁決的結果確立這類人士不可享有居港權或香港永久性居民身份。
上訴人談雅然的代表大律師是資深大律師李志喜及大律師吳靄儀（由法律援助署委派）。

## 案件內容
談雅然於1986年11月8日在廣東省江門市出生，後來獲一對香港永久性居民的夫婦領養，前往香港定居，但入境事務處指談雅然沒有居港權，其養父母入稟香港高等法院提出訴訟。
上訴人在原訟法庭勝訴。入境事務處處長上訴，上訴法庭判決處長上訴得直。
2001年7月20日，終審法院裁定談雅然一方敗訴，並解釋《香港基本法》第24條中「所生」一詞時亦依字面的自然解釋，即是不包括領養。入境處聲稱，會依個別情況對父母皆是香港永久公民的領養子女酌情處理，並於2001年7月27日容許談雅然無條件居留。同年10月，中國大陸當局向談雅然批出單程證，讓談雅然能夠在香港合法定居。